# Rugged Rocks
Die Rugged Rocks (von englisch rugged ‚felsig, schroff, zerklüftet‘, in Argentinien gleichbedeutend Rocas Rugosas) sind eine kleine Gruppe von Klippenfelsen im Archipel der Südlichen Shetlandinseln. Sie liegen unmittelbar nördlich des Renier Point auf der Westseite der südlichen Einfahrt zur McFarlane Strait.
Die Felsen waren bereits den ersten Robbenjägern auf den Südlichen Shetlandinseln bekannt und sind auf einer Karte des britischen Robbenjägers George Powell aus dem Jahr 1822 verzeichnet. Ihren deskriptiven Namen erhielten sie durch Wissenschaftler der britischen Discovery Investigations, die sie 1935 erneut kartierten. Der größte Felsen der Gruppe ist seit 1978 in Argentinien als Islote Hoffman bekannt; der Namensgeber ist nicht überliefert.